# Trichloornaftaleen
Trichloornaftaleen (C10H5Cl3) is de benaming voor de organische verbinding van naftaleen en 3 chlooratomen. De stof kent 14 isomeren; het generisch CAS-nummer voor het isomerenmengsel is 1321-65-9. Hieronder staat een lijst van de isomeren:
| - 1,2,3-trichloornaftaleen - 1,2,4-trichloornaftaleen - 1,2,5-trichloornaftaleen - 1,2,6-trichloornaftaleen - 1,2,7-trichloornaftaleen - 1,2,8-trichloornaftaleen - 1,3,5-trichloornaftaleen - 1,3,6-trichloornaftaleen - 1,3,7-trichloornaftaleen - 1,3,8-trichloornaftaleen - 1,4,6-trichloornaftaleen - 1,4,5-trichloornaftaleen - 1,6,7-trichloornaftaleen - 2,3,6-trichloornaftaleen | De nummers in de namen verwijzen naar specifieke plaatsen in structuurformule van naftaleen. |

## Toxicologie en veiligheid
De isomeren komen voor als een kleurloze tot gele vaste stof, in diverse vormen (kristallijn poeder, korrels, schilfers …) en hebben een kenmerkende, aromatische geur.
De stof ontleedt bij verbranding, met vorming van giftige gassen, onder andere waterstofchloride. Ze reageert met oxiderende stoffen, waardoor kans op brand ontstaat. Hexachloornaftalenen zijn irriterend voor de huid en de ogen. Herhaald of langdurig huidcontact kan huidontsteking veroorzaken (chlooracne). Ze kan ook negatieve effecten hebben op de lever, met als gevolg een verstoorde werking.